# 逆瀬川京子
逆瀬川 京子（さかせがわ みやこ、1966年4月7日 - ）は、日本のステンドグラスアート作家。ステンドグラスアート 1級技能工芸士。
岐阜県北鶉生まれ。宮崎県高原で育つ。その後、福岡県北九州市小倉へ移住。
三和工房の梅林勝美に師事。現在、福岡を拠点に商業施設、病院、教育施設や住居へのステンドグラスアート（ティファニー技術）を制作、施工。